# Ecología química
La ecología química  estudia el papel de las interacciones químicas entre organismos vivientes y su ambiente y las consecuencias de esas interacciones en la etología y evolución de los organismos en cuestión. Es un campo de estudios altamente interdisciplinario. La ecología química enfoca la bioquímica de la ecología y las moléculas o grupos de moléculas específicos que funcionan como señales para iniciar, modular y terminar una variedad de procesos biológicos tales como el metabolismo. Las moléculas que desempeñan esos papeles son típicamente sustancias orgánicas altamente difusibles de baja masa molecular que se derivan de metabolismos secundarios, pero que también incluyen péptidos. Los procesos ecológicos químicos mediados por semioquímicos (feromonas, etc.) pueden ser intraespecíficos (dentro de una sola especie) o interespecíficos (entre especies).
El campo requiere la contribución de la química analítica, química de proteínas, genética, neurobiología y evolución. Todos los organismos emiten, perciben y responden a señales químicas, por esto el número y variedad de interacciones no tiene límite. Estas interacciones modulan el ambiente biótico en que vivimos.

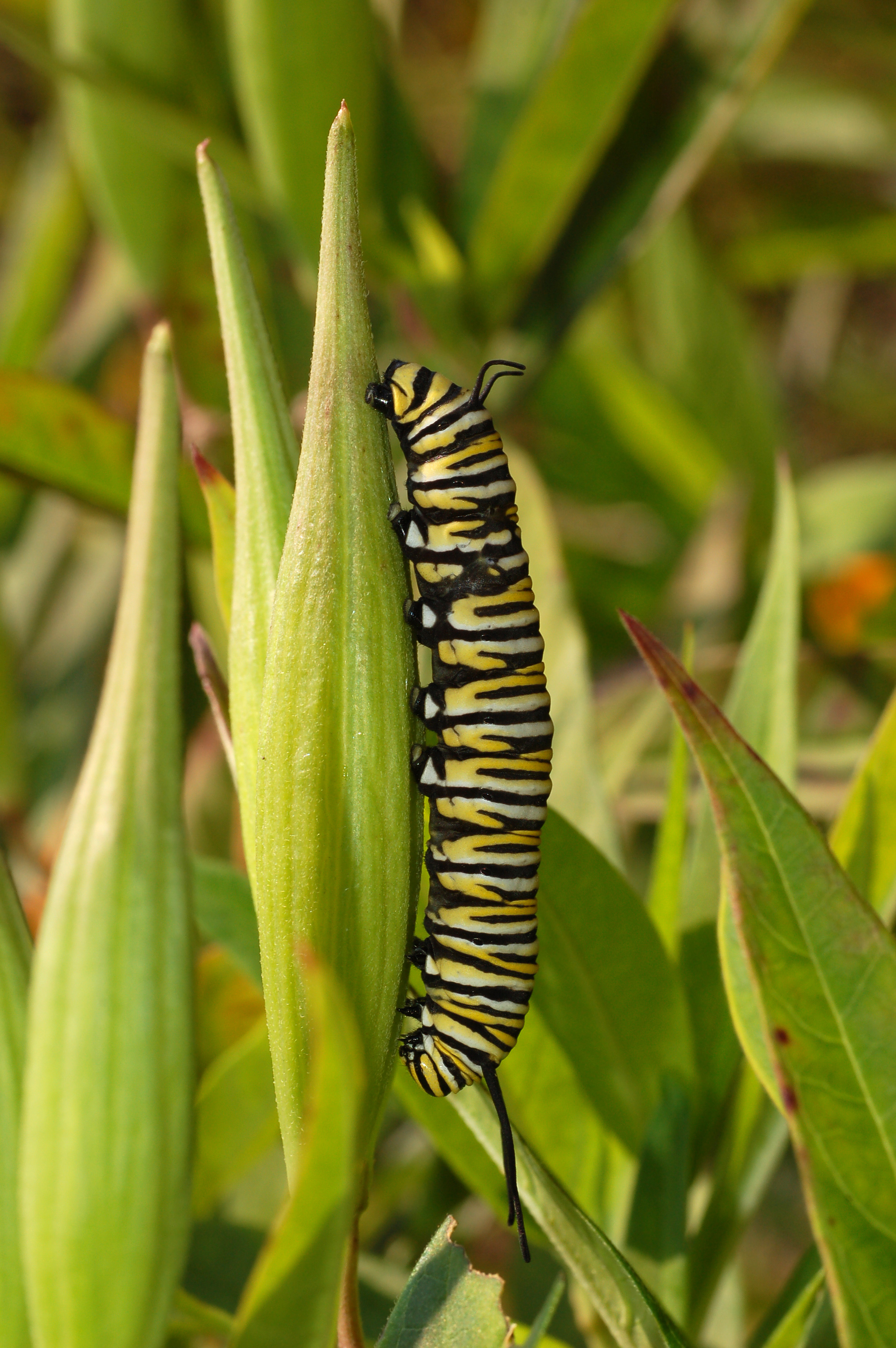
Oruga de mariposa monarca en planta de Asclepias; sus colores aposématicos anuncian que contiene cardenólidos tóxicos.

## Ecología química de las plantas
La ecología química de las plantas integra el estudio de la química y propiedades biológicas de las plantas y de sus interacciones con el ambiente (microorganismos, insectos fitófagos, etc.) y con sus antagonistas. La ecología química de las plantas se ocupa principalmente de la lucha de las plantas contra los herbívoros por medio de la producción de compuestos fitoquímicos. 
Estos compuestos pueden ser producidos por la planta misma o por organismos simbióticos, como hongos y bacterias. La cutícula actúa como protección contra factores abióticos, así como bióticos.

### Interacciones con microorganismos
Las plantas interactúan con microorganismos. Esto requiere que los microbios establezcan una interfase entre ellos y las plantas y que penetren su superficie. El microbio necesita perforar la membrana serosa hidrofóbica, para lo cual segrega líquidos especiales que atacan a la cutícula.

### Crecimiento
La mayoría de las hormonas de las plantas están concentradas en sus extremos. Las auxinas son responsables del crecimiento de las plantas y son estimuladas por ciertos estímulos como la luz. Este fenómeno se llama fototropismo, que es el movimiento hacia o en contra de la fuente de luz. Este movimiento le permite a la planta obtener necesidades, como la luz solar, requerida para la fotosíntesis. Por consiguiente, la cutícula es una de las partes fundamentales de la planta debido a sus propiedades físicas y químicas como su superficie serosa con propiedades hidrofóbicas.

### Interacciones con insectos
La ecología química de las interacciones planta-insecto es una de las áreas más significativas de la ecología química. Las plantas y los insectos continuamente practican una lucha armamentística evolutiva. A medida que las plantas desarrollan defensas químicas contra la herbivoría, los insectos desarrollan resistencia contra esos venenos y, en algunos casos, se apropian de tales venenos, los modifican y los usan como defensas contra sus depredadores. Uno de los casos mejor conocidos es el de la mariposa monarca que se alimenta de Asclepias, plantas que contienen cardenólidos tóxicos. La oruga incorpora esas toxinas que le confieren protección contra la mayoría de los depredadores. A su vez, algunos de estos desarrollan defensas contra tales toxinas. Otro ejemplo es el de Manduca sexta y especies relacionadas que poseen resistencia contra la nicotina de las plantas solanáceas, como el tabaco y la papa, de las que se alimentan. Otro ejemplo es la polilla Utetheisa ornatrix que segrega una espuma que contiene quinonas para repeler a posibles depredadores. Su larva obtiene esta sustancia de su planta nutricia Crotalaria.

## Ecología química de animales
Muchas especies de animales se comunican químicamente para su reproducción, oviposición, búsqueda de planta nutricia, huéspedes o presas, comunicación social, defensa contra depredadores, territorialidad y otros fines. Tales comunicaciones químicas pueden ser intra o interespecíficas.

## Ecología química marina
La ecología química marina estudia las interacciones químicas de los organismos marinos con miembros de la misma especie y de otras especies como fitoplancton, crustáceos, esponjas, coral y peces.

### Defensas
Algunos crustáceos se cubren con algas como  Pseudamphithoides incurvaria para protegerse de enemigos. Las algas poseen alcoholes tóxicos.

### Reproducción
Muchos organismos marinos usan productos químicos para comunicarse y realizar la procreación.

### Dominancia
Los crustáceos utilizan señales químicas presentes en la orina para indicar su dominancia. Tales señales sirven para determinar cuál es el organismo superior, y a veces evitan batallas innecesarias. Cuando faltan estas señales a veces las luchas son más frecuentes y más severas.

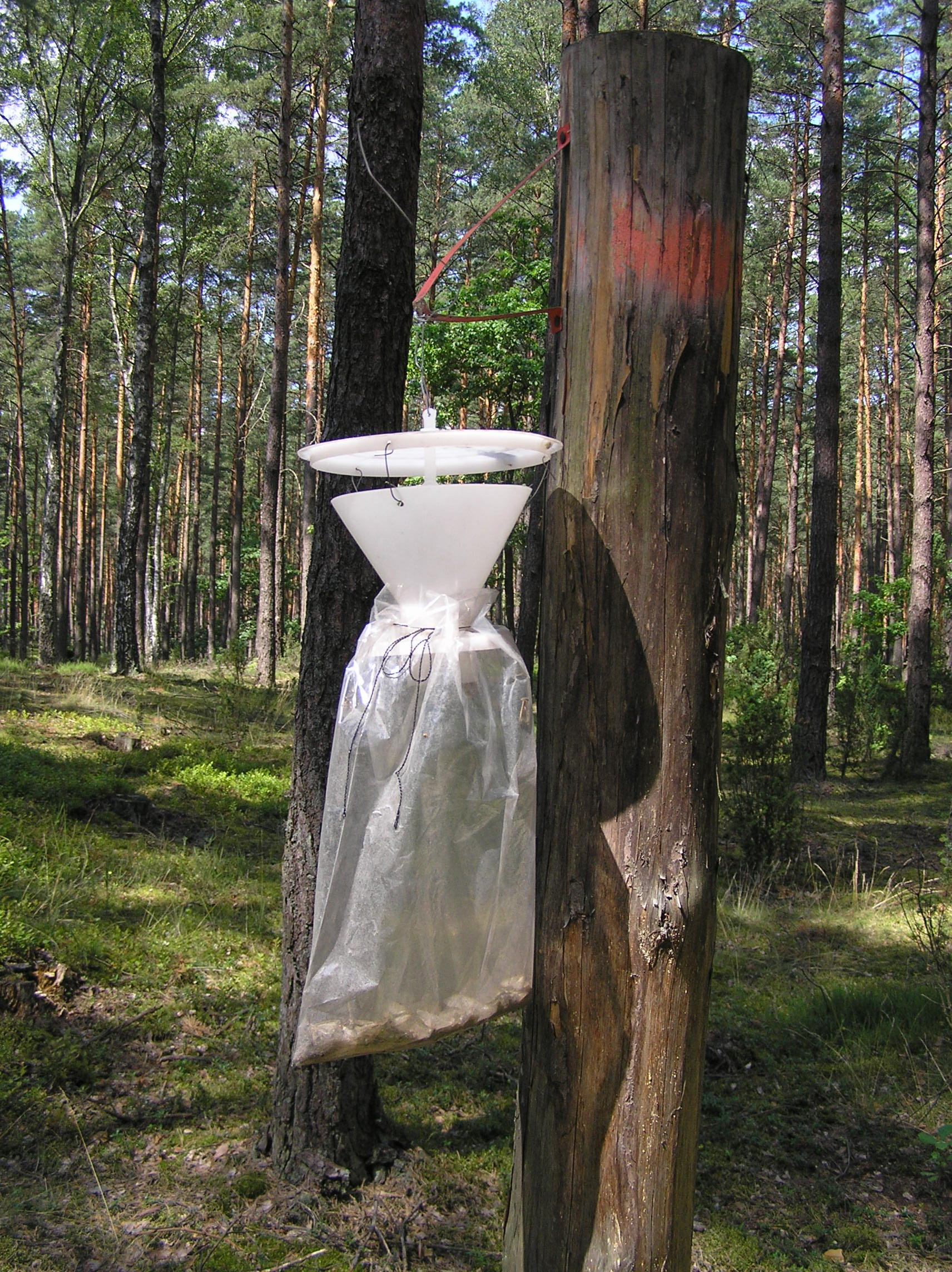
Trampa de feromonas para atrapar la polilla plaga Lymantria monacha.

## Aplicaciones
Los métodos de la ecología química se usan en agricultura (para combatir plagas), en conservación y en medicina. Las feromonas y otros semioquímicos son usados para monitoreo, trampas y disrupción del apareamiento, especialmente de insectos de importancia agrícola o médica. Algunos de estos métodos pueden ser más efectivos y menos dañinos que los plaguicidas usados en el presente.